# Hylaeargia simulatrix
Hylaeargia simulatrix – gatunek ważki z rodziny pióronogowatych (Platycnemididae). Endemit Nowej Gwinei, znany tylko z okazów typowych odłowionych w 1939 roku na trzech stanowiskach w Górach Centralnych.